# 리타 오라
리타 사하트치우 오라(영어: Rita Sahatçiu Ora, 1990년 11월 26일 ~ )는 영국의 가수이자 배우로, 알바니아계 코소보인계이다. 2012년 오라는 자신의 데뷔 앨범 Ora를 발매했고, 영국에서 1위를 했다. 오라는 영국에서 지금까지 "Hot Right Now", "How We Do (Party)", "R.I.P."과 같은 세 장의 1위 싱글을 배출했다. 이로 인해 오라는 세 장의 싱글을 연속으로 1위에 올려놓은 2012년 최초의 가수가 되었다. 그녀는 현재 가수나 배우뿐만 아니라 그녀의 뛰어난 패션감각으로 모델로도 활동하고 있으며, 아디다스같은 유명 브랜드등과 콜라보레이션 작업을 펼쳤다.

## 생애
리타 오라는 1990년 당시 유고슬라비아 사회주의 연방공화국 프리슈티나(현 코소보 공화국 수도)에서 태어났고, 같은 해 영국으로 이사를 갔다. 오라는 영국에서 학교를 다녔고, 어렸을 적부터 노래를 불렀다. 2004년에는 영국의 영화 《스피브스》에 출연했었다. 이후 제이-지에게 픽업되 여러 명의 가수와 작업을 했다.
2011년에는 자신의 첫 노래 "Hot Right Now"를 공개했고, 영국 싱글 차트 1위를 했다. 2012년 2월에는 첫 정규 앨범의 리드 싱글 "How We Do (Party)"를 발매해 역시 영국 싱글 차트에서 1위에 올랐다. 2012년 8월 24일에는 오라의 첫 정규 앨범 Ora가 발매되었다. 이 앨범에는 윌 아이 엠, 드레이크, 더-드림, 칸예 웨스트, 스타게이트 등의 프로듀서가 참여했다. Ora는 발매 첫 주 40,000 장을 팔아 영국 음반 차트 1위로 데뷔했다.

## 영향
오라는 자신의 가장 큰 우상과 영감으로 그웬 스테파니를 꼽으며 "내가 그웬을 얼마나 사랑하는지 알아요? 나는 그웬의 모든 것이 좋아요"라고 말했다. 또한 비욘세 놀스도 주요 영향을 끼쳤다고 말했다. 이 외에 리한나, 마돈나, 크리스티나 아길레라, 모니카, 브랜디, 티나 터너, 에타 제임스, 아레사 프랭클린, 데이비드 보위, 셀린 디온 등 여러 명의 가수에게서 음악적 영향을 받았다고 밝혔다.

## 음반 목록
- Ora (2012)
- Phoenix (2018)

## 출연 작품
영화
- 《스피브스》 (2004)
- 《50가지 그림자: 심연》 (2017)
- 《50가지 그림자: 해방》 (2018) - 미아 그레이 역
- 《명탐정 피카츄》 (2019) - 앤 로랑 박사 역